# Средњошколски центар „Петрово“
Средњошколски центар „Петрово” је носилац средњошколског образовања у општини Петрово. Налази се у улици Озренских одреда у Петрову.

## Историјат
Пункт добојских средњих школа је формиран у фебруару 1993. због ратних догађаја на простору Босне и Херцеговине уз подршку Министарства просвјете у Петрову, када су бројали 326 ученика са Озрена. Средњошколски центар „Петрово” је формиран у јуну 1993. Од септембра исте године, први пут у историји Озрена и општине Петрово, уписује се деведесет и осам ученика у један разред машинских техничара, један разред аутомеханичара и два разреда трговаца. Добили су сједиште у Петрову, користећи двије учионице основне школе и двије учионице у старом, напуштеном школском објекту, услови рада су били изузетно тешки. За првог директора је изабран Младен Томић. Школске 1994—1995. године су бројали 202 ученика у осам одјељења, а крајем октобра деведесет и осам ученика. У мирнодопским школским годинама број ученика је растао. Од предсједника Републике Српске 28. септембра 1996. су добили признање „Орден Његоша трећег реда” за изузетне резултате у раду постигнуте у ратним и поратној години. Школски објекат је дограђен 1997, централно гријање је уведено 1998, дограђена је једна учионица 1999, радионица 2002, стари објекат је реновиран 2003. и дограђена је котловница 2007. године. Од оснивања до 2011. у школи је радило преко педесет професора различитих струка и водила су је три директора: Младен Томић, Новак Никић и Душан Цвијановић. Данас садрже савремене кабинете информатике, машинске и економске групе предмета и 124 ученика у шест одјељења економске и машинске струке. Садрже два подручја рада Економија, право и трговина са занимањима Економски техничар и Пословно–информатички техничар у четворогодишњем трајању и Машинство и обрада метала са занимањем Бравар–заваривач у трогодишњем трајању. Од 1993. године до данас, поред наведених занимања, садрже и занимање Трговац, Аутомеханичар, Бравар, Лимар и Варилац у трогодишњем трајању и Машински техничар у четворогодишњем трајању.